# Дамян Дамянов (футболист, р. 2000)
Дамян Валерий Дамянов (роден на 29 юни 2000 г.) е български футболист, който играе на поста вратар. Състезател на Дунав (Русе).

## Кариера

### Лудогорец
Прави дебюта си за първия отбор на 20 май 2018 г. при равенството 2–2 с Ботев (Пловдив) в Разград.

### Ботев Враца
На 11 януари 2021, е обявен за ново попълнение на врачанския Ботев.

## Семейство
Дамян е син на бившия защитник на ЦСКА Валери Дамянов.